# 沃农 (奥布省)
沃农（法語：Vosnon，法語發音：[vonɔ̃]）是法国奥布省的一个市镇，属于特鲁瓦区。

## 地理
沃农（48°6'32"N, 3°50'33"E）面积12.83 平方千米，位于法国大東部大區奥布省，该省份为法国中北部省份，北起马恩省，西接塞纳-马恩省，西南至约讷省，东南至科多尔省，东临上马恩省。
与沃农接壤的市镇（或旧市镇、城区）包括：奥特地区库尔桑、欧-皮索、埃尔维勒沙泰勒、奥特地区马赖、奥特地区诺让、舍曼新城、索尔默里。

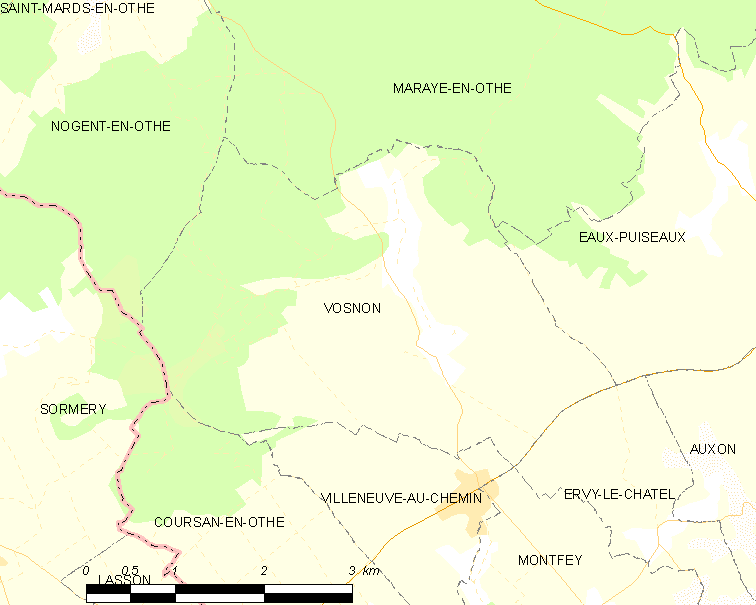
的OSM定位图

沃农的时区为UTC+01:00、UTC+02:00（夏令时）。

## 行政
沃农的邮政编码为10130，INSEE市镇编码为10441。

## 政治
沃农所属的省级选区为艾克斯-维勒莫尔-帕利斯县。

## 人口

1962-2008年间人口变化图示

沃农于2022年1月1日时的人口数量为237人。